# Bagong Kussudiardja
Bagong Kussudiardja (Yogyakarta, 1928. október 9. – Yogyakarta, 2004. június 15.) indonéz koreográfus és festő. Bagong Kussudiardja 1954-ben kezdte karrierjét Yogyakarta-ban klasszikus jávai táncosként. 2017. október 9-én, a 89. születésnapja alkalmából a Google doodle megemlékezett róla, ami csak az indonéziai Google-n volt látható.